# 木幡初也
木幡 初也（こわた はつや、1995年4月7日 - ）は、中央競馬（JRA）・美浦トレーニングセンターの騎手。茨城県出身。元JRA騎手・木幡初広の長男で、次男・木幡巧也、三男・木幡育也も同じくJRA騎手。

## 来歴
幼稚園から小学校6年生までは器械体操をしていた。2011年に競馬学校騎手課程に入学（第30期）。また、卒業時にアイルランド大使特別賞を受賞している。
2014年3月に美浦・鹿戸雄一厩舎から騎手デビュー。同年3月15日の中山12R（4歳上500万下）でカレイファンタジアに騎乗して1着となり、初騎乗から12戦目での初勝利を挙げた。同期では義英真、松若風馬に次ぐ3人目の初白星で、関東所属の新人では一番乗りとなった。インタビューの際は、父の初広がプラカードを手に持って祝福した。
2017年10月28日の新潟8R（3歳上500万下）では初也が1着、次男の巧也が2着、三男の育也が3着となり、史上初めて3兄弟騎手による1～3着独占を達成した。
2019年5月1日付けで鹿戸雄一厩舎を離れ、フリーとなる。
2021年6月22日付けで竹内正洋厩舎所属に変更となる。
2024年4月24日、福島牝馬Sで騎乗したシンリョクカが転倒し落馬、右尺骨を骨折した。7月6日に実戦復帰し、福島9R大郷特別でイサチルシーサイドで1着となり、復帰初日に初騎乗初勝利を挙げる。
2024年9月1日、第60回新潟記念でシンリョクカに騎乗し1着で入線、自身初の重賞制覇を飾る。また、木幡の所属厩舎の竹内正洋調教師にとっても初の重賞制覇となった。

## 騎乗成績

### 概要
|            | 日付           | 競馬場・開催    | 競走名                         | 馬名               | 頭数 | 人気 | 着順 |
| ---------- | -------------- | --------------- | ------------------------------ | ------------------ | ---- | ---- | ---- |
| 初騎乗     | 2014年3月1日   | 2回中山1日目6R  | 3歳未勝利                      | ディープフォンテン | 16頭 | 9    | 12着 |
| 初勝利     | 2014年3月15日  | 2回中山5日目12R | 4歳上500万下                   | カレイファンタジア | 16頭 | 9    | 1着  |
| 重賞初騎乗 | 2014年4月6日   | 3回中山4日目11R | ダービー卿チャレンジトロフィー | スプラッシュエンド | 16頭 | 16   | 13着 |
| 重賞初勝利 | 2024年9月1日   | 3回新潟8日目11R | 新潟記念                       | シンリョクカ       | 11頭 | 8    | 1着  |
| GI初騎乗   | 2016年12月11日 | 5回阪神4日目11R | 阪神ジュベナイルフィリーズ     | エムオービーナス   | 18頭 | 16   | 18着 |

### 年度別成績
木幡初也の年度別成績（netkeiba.com）を参照

## 主な騎乗馬
- シンリョクカ（2024年新潟記念）